# John Douglas (baloncestista)
John David Douglas (Town Creek, Alabama, 12 de junio de 1956) es un exjugador de baloncesto estadounidense. Con 1.88 de estatura, su puesto natural en la cancha era el de base. Es hermano del también profesional Leon Douglas.

## Trayectoria
[actualizar]